# Cavallino-Treporti
Cavallino-Treporti er en kommune i det nordlige Italien. Kommunens areal er beliggende på landtangen Litorale del Cavallino, som adskiller Venediglagunen fra Adriaterhavet. Kommunen består af byerne Cavallino, Treporti og Punta Sabbioni. Den lokale økonomi består især af turisme, hvilket afspejles af ikke mindre end 30 campingpladser og 20 hoteller.
Fra Punta Sabbioni går der færge til Venedig.